# 13 (عدد)
13 (ثلاثة عشر) هو عدد صحيح. يلي العدد 12 ويسبق العدد 14 وهو عدد طبيعي موجب.

## رهاب العدد 13
كثير من الناس يخافون أو يخشون أو يتشاءمون من العدد 13 ثلاثة عشر لأسباب غير معروفة، بما يمكن أن يصطلح عليه رهاب العدد 13. منهم الرئيس الأمريكي السابق روزفيلت.
رغم أن العدد 13 مصنف ضمن تصنيف:أعداد سعيدة، ورغم أن ذلك لا يرتبط بأي أساس علمي.